# 多佛惨案
多佛惨案，发生于2000年6月18日午夜前，当时英格兰港口小镇多佛尔的一辆载货汽车中发现58具尸体，另有2人受伤，被送往医院。

## 事件
此卡车借由渡輪从比利时泽布吕赫到达英国。死者为无证移民，并可能死于窒息，不排除一氧化碳中毒。车中60人被关在密闭环境中逾18小时，户外温度高达32℃（90℉）。警方证实，死者均为中国移民，有54男4女。此案是英国犯罪史上最大规模集体死亡事件之一。
卡车司机佩里·瓦克尔（Perry Wacker），33岁，是荷兰鹿特丹人。瓦克尔当场被捕。2001年，瓦克尔因参加由中国蛇頭组织的人口贩卖活动而被判处14年徒刑。另裁决他犯有共谋罪，为无证移民非法入境提供便利。2003年，此案所涉中国团伙9名人员在荷兰入狱。